# モデル・マギング
モデル・マギング(英: model mugging)とは、アメリカ合衆国で、1970年代にマット・トーマスにより考案された、女性護身術の訓練法である。モデル・マギングを全米で数万人の女性が受講し、習った技術を使って加害者をノックアウトした者、暴力的状況を回避した者が多数存在している。
当初、モデル・マギングは、マット・トーマスらのグループだけで実施されていたが、効果的な訓練方法であったため、米国の多くの女性向け護身術団体がこの訓練法を採用したため、現在ではモデル・マギングの名称は一般名詞と化している。

## 歴史
- 1971年、米国のサンディエゴで、武道有段者の女性がレイプされる。
- 1972年、レイプされた女性と同じ道場に通っていた、マット・トーマスが女性に護身術の指導を開始。

## 特徴
主な特徴として、技を練習するだけではなく、防具を付けた男性講師と全力で実際に戦う、という方法を採用している。